# کستلاچیا
کستلاچیا (به ایتالیایی: Castellaccia) یک منطقهٔ مسکونی در ایتالیا است که در جاوورانو واقع شده‌است. کستلاچیا ۱۰۱ نفر جمعیت دارد و ۲۴ متر بالاتر از سطح دریا واقع شده‌است.